# Paraprisopus agrion
Paraprisopus agrion is een wandelende tak uit de familie Pseudophasmatidae. De wetenschappelijke naam van deze soort is voor het eerst voorgesteld als Dinelytron agrion door John Obadiah Westwood in een publicatie uit 1859.
De soort komt voor in Suriname, Frans Guyana en Amapá (Brazilië).